# Fuder
Das Fuder ist ein Volumen- oder Hohlmaß für Flüssigkeiten und feste Stoffe, das vor der Einführung des metrischen Systems, manchenorts noch darüber hinaus, vor allem im Gebiet des Alten Reichs verbreitet war. Es bezeichnete das Volumen einer Fuhre oder Wagenladung, war also vor allem ein Begriff des Transportwesens, besonders gebräuchlich für Wein, aber auch Bier und Wasser, bei Feststoffen für Massengüter wie Holz, Kohle, Stein, Sand, Erz und Salz, mitunter auch für Getreide und Heu.
Etymologisch stellt „Fuder“ eine Ablautbildung zu „Faden“ dar, einem alten Längenmaß, das die Spanne zwischen den ausgestreckten Armen eines Mannes bedeutete (um 1,80 m).

## Maße

### Flüssigkeitsmaß (Wein und Bier)
Das Fuder hatte je nach Region etwa 800 bis 1800 Liter. Üblicherweise bestand das Fuder aus 12 (Schank-)Eimern.
- Bamberg: 1 Fuder = 12 Eimer = 768 Künische Maß = 941,4 Liter
- Großherzogtum Baden 1 Fuder = 10 Ohm = 100 Stützen = 1000 Maß = 75.618 ¾ Pariser Kubikzoll = 1500 Liter
- Herzogtum Braunschweig 1 Fuder = 4 Oxhoft = 6 Ahm = 240 Stübchen = 960 Quartier = 1920 Nösel = 44.478 Pariser Kubikzoll = 881 ⅜ Liter
- Kanton Graubünden 1 Fuder (Getränke) = 8 Zuber = 80 Viertel = 640 Maß = 2560 Quärtlein = 42.880 Pariser Kubikzoll = 850 Liter
- Kassel, Mainz, Worms = 1 Fuder = 6 Ohm = 955 Liter
- Kurtrier 1 Fuder = 6 Ohm = 960 Liter
- Kopenhagen 1 Fuder = 6 Ahm = 24 Anker = 240 Stübchen = 456 Kannen = 930 Pott = 3720 Päle = 45.291 Pariser Kubikzoll = 897 ½ Liter
- Danzig 1 Fuder/Fass = ½ Last = 2 Both = 4 Oxhoft = 6 Ohm = 12 Eimer = 24 Anker = 720 Quart (Berliner) = 41.560 ½ Pariser Kubikzoll = 823 Liter
- Erfurt 1 Fuder = 6 Ohm = 12 Eimer = 1008 Maß = 2016 Nösel = 42.910 Pariser Kubikzoll = 850 3/10 Liter
- Frankfurt am Main 1 Fuder = 6 Ohm = 120 Viertel = 480 Maß (altes Eichmaß) = 540 Maß (Jungmaß, Schenkmaß) = 751 ½ Quart = 43.380 Pariser Kubikzoll = 859 3/5 Liter
- Kanton Freiburg 1 Fahrt (Most) = 2 ½ Saum = 400 Maß (Trübmaß, groß) = 16 Brenten = 1600 Schoppen = 31.496 Pariser Kubikzoll = 624 Liter
- Gotha 1 Fuder = 12 Eimer = 480 Kannen = 960 Maß = 1920 Nösel = 40.040 Pariser Kubikzoll = 793 4/9 Liter
- Hamburg 1 Fuder = 6 Ohm = 24 Anker = 30 Eimer = 120 Viertel = 240 Stübchen = 480 Kannen = 43.800 Pariser Kubikzoll = 867 19/20 Liter
- Hannover/Hildesheim 1 Fuder = 4 Oxhoft = 15 Eimer = 24 Anker = 240 Stübchen = 480 Kannen = 814 23/25 Quart = 47.040 Pariser Kubikzoll = 932 1/7 Liter
- Leipzig 1 Fuder = 2 2/5 Fass = 12 Eimer = 24 Ohm = 756 Kannen = 795 Quart = 45.900 Pariser Kubikzoll = 909 1/3 Liter
- Lübeck 1 Fuder = 6 Ohm = 120 Viertel = 240 Stübchen = 480 Kannen = 960 Quartier = 43.800 Pariser Kubikzoll = 867 19/20 Liter
- Mecklenburg/Rostock 1 Fuder = 4 Oxhoft = 6 Ohm = 24 Anker = 30 Eimer = 120 Viertel = 240 Stübchen = 480 Kannen = 43.800 Pariser Kubikzoll = 867 19/20 Liter
- Nürnberg 1 Fuder (fränkische/nürnberger) = 12 Eimer = 768 Maß = 820 Liter
- Osnabrück 1 Fuder = 6 Ohm =168 Viertel = 672 Kannen = 716 Quart = 41.326 4/5 Pariser Kubikzoll = 819 Liter
- Preußen 1 Fuder = 4 Oxhoft = 6 Ohm = 12 Eimer = 24 Anker = 720 Quart = 41561 Pariser Kubikzoll ≈ 824,4 Liter
- Kanton St. Gallen 1 Fuder = 7 ½ Saum = 30 Eimer = 120 Viertel = 960 Maß = 3840 Schoppen = 1338 4/5 Quart = 77.280 Pariser Kubikzoll = 1531 2/5 Liter
- Schweden 1 Fuhre = 2 Pipen = 4 Oxhoft = 6 Ohm = 12 Eimer = 24 Anker = 360 Kannen = 720 Stoop = 823 ¼ Quart = 47.520 Pariser Kubikzoll = 941 ⅔ Liter
- Wien 1 Fuder = 32 Eimer = 1280 Maß = 1621 Quart = 93.590 Pariser Kubikzoll = 1854 ⅔ Liter
- Württemberg 1 Fuder = 6 Eimer = 96 Imi = 960 Maß = 3840 Schoppen = 88.905 Pariser Kubikzoll = 1761 8/9 Liter

### Getreidemaß
- Braunschweig 1 Fuder = 12 Malter = 72 Himten = 288 Metzen = 2373 Liter[2]
- Hannover 1 Fuder = 12 Malter = 72 Himten = 112.896 Pariser Kubikzoll = 2240 Liter
- Hildesheim 1 Fuder = 13 ⅓ Malter = 40 Scheffel = 80 Himten = 104.560 Pariser Kubikzoll = 2072 Liter
- Osnabrück 1 Fuder = 6 Malter = 72 Scheffel = 288 Viertel = 1152 Becher = 104.184 Pariser Kubikzoll = 2061 Liter

### Sonstige Waren
- Eisenerz in Amberg: 1 Bergfuder (eine Wagenladung Erz) = 2 Erzseidel zu je 120 Liter bzw. 280 kg = 560 kg Eisenerz.[3]
- Erz, Kiese, Eisenstein im Meißnischen Erzgebirge: 1 Fuder = 3 Karren; 1 Rostzwitter = 60 Fuder
- Heumaß: die Fläche, die ein Fuder (bzw. eine Fuhre) Heu lieferte.
- Holzkohlenmaß in Preußen: 1 Hüttenfuder = 112 Scheffel = 32 Tonnen
- Kohle im Harz: 1 Bergfuder = 26 Balgen = 12,688 Hektoliter
- Koks im Harz: 1 Fuder = 36 Balgen = 17,578 Hektoliter
- Salzmaß im Salzkammergut: 1 Fuder (Gewicht eines Fuderstockes) = 100–115 Linzer Pfund zu je 0,56 kg = 56–64 kg[4]

## Berufsgruppen
Zur Verarbeitung der Salzfuder gab es eigene Berufsgruppen, die erst Ende des 18. Jahrhunderts durch die Einführung kostengünstigerer Arten von Formsalz überflüssig wurden:
- Fuderführer verschifften die in Salzkufen verpackten Fuder von Hallstatt nach Gmunden auf speziell angefertigten Fuderzillen.
- Fuderhacker arbeiteten für die Gmundener Salzfertiger. Sie zerkleinerten die Fuder mit langstieligen Äxten und schaufelten das Salz auf einen Haufen.
- Fuderstößer befüllten mit dem Salz eines Fuders neun bis zehn Küfel, wonach sie das Salz in den Küfeln mittels „Stößel“ feststampften